# Trans Europa Naturgas Pipeline
Trans Europa Naturgas Pipeline (conosciuto con l'acronimo di TENP) è un gasdotto che corre per 500 km (968 km complessivi) da Bocholtz, nei Paesi Bassi, e termina a Wallbach, in Svizzera, dove si connette con Transitgas. Trasporta il gas dei giacimenti olandesi fino all'Italia, alla Germania e alla Svizzera.
È sviluppato su due linee che hanno una capacità di 15.5 miliardi di metri cubi annui.

## Storia
È stato costruito tra il 1972 e il 1974, come parte tedesca del sistema di gasdotti per l'importazione di gas olandese in Italia. Nel 2006 è stato completato il raddoppio del tracciato.

## Proprietà
Il proprietario dell'infrastruttura è Trans Europa Naturgas Pipeline GmbH & Co. KG, joint venture tra E.ON Ruhrgas (51%) ed Eni (49%).
Eni Gas Transport Deutschland S.p.A. ed E.ON Gastransport GmbH gestiscono il sistema di trasporto TENP, forniscono e commercializzano i relativi servizi di trasporto.
Eni ha avviato un processo di dismissione per queste partecipazioni.
Il 22 settembre 2011 ENI cede il 100% delle azioni detenute in Eni Gas Transport Deutschland, il 49% delle azioni in Trans Europa Naturgas Pipeline KG (Tenp Kg) e il 50% delle azioni di Trans Europa Naturgas Pipeline GmbH alla società Fluxys G, partecipata al 90% da Publigas SCRL ed al 10% da Caisse de dépôt et placement du Québec.